# 史良佐
史良佐（1472年—？），字禹臣，南京太醫院籍，南直隸崑山縣人，明朝政治人物、同進士出身。

## 生平
弘治十一年（1498年）戊午科應天鄉試第八十五名舉人，弘治十二年（1499年）聯捷己未科會試第二百三名，三甲七十八名進士，授行人，改南京監察御史。正德年間，因與陸崑等人彈劾劉瑾等宦官，被貶。
劉瑾伏誅後，恢复官职，正德七年（1512年）十月起為雲南按察司佥事，平定十八寨苗族叛亂，升副使，賜白金文綺。十五年六月考察闲住。

## 家族
曾祖史謹，推官；祖史文叔；父史鑑。母顾氏。具庆下。兄良輔、良弼。